# Janusz Sent

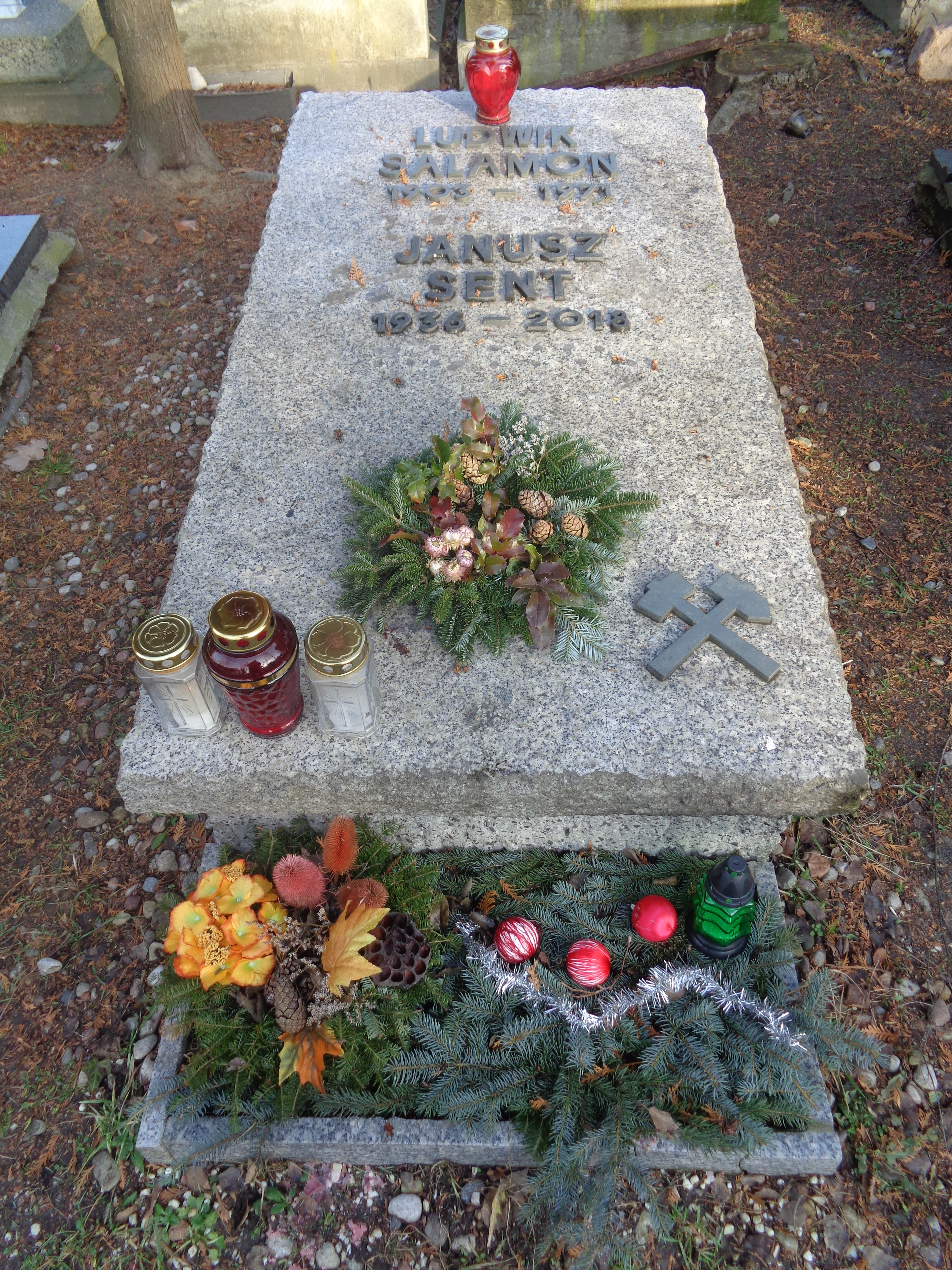
Grób Janusza Senta na Cmentarzu Wojskowym na Powązkach

Janusz Sent, wł. Janusz Michał Salamon (ur. 4 stycznia 1936 w Świętochłowicach, zm. 10 grudnia 2018 w Wołominie) – polski kompozytor, pianista i aranżer.

## Życiorys
Ukończył VI Liceum Ogólnokształcące im. Tadeusza Reytana w Warszawie (1953) i średnią szkołę muzyczną w Warszawie w klasie fortepianu. Absolwent Wydziału Teorii i Kompozycji Państwowej Wyższej Szkoły Muzycznej w Warszawie w klasie Tadeusza Szeligowskiego. Zadebiutował w 1956 jako pianista i akompaniator w radiowej audycji Muzyka i Aktualności. Akompaniował także wykonawcom stołecznych kabaretów „U Lopka”, „U Kierdziołka” i Karuzela Warszawska oraz w Podwieczorku przy mikrofonie. Pełnił funkcję kierownika muzycznego w warszawskich teatrach „Komedia” (w latach 1955–1957) i „Buffo” (w latach 1957–1960). Występował w duecie fortepianowym z Wiktorem Osieckim oraz jako akompaniator m.in. z Igą Cembrzyńską, Stefanią Górską, Lodą Halamą, Bohdanem Łazuką, Wojciechem Młynarskim, Jerzym Połomskim, Sławą Przybylską, Ireną Santor, Ludwikiem Sempolińskim, Hanną Skarżanką, Violettą Villas i Mieczysławem Wojnickim.
Spoczywa na Wojskowych Powązkach (kwatera B2-tuje-5).

## Nagrody i wyróżnienia
- Srebrny Medal „Zasłużony Kulturze Gloria Artis” (2009)[7]
- Laureat I nagrody w kategorii piosenek kabaretowych na FFPP Opole 1966 za utwór Och, ty w życiu
- Nagroda MKiS na KFPP Opole 1967 za utwór Jesteśmy na wczasach
- wyróżnienie na Festiwalu Piosenki Żołnierskiej Kołobrzeg 1974
- I nagroda w konkursie Hawana ’78 za piosenkę Widziałam ja orła
- II nagroda na KFPP Opole 1978 za piosenkę Inna

## Skomponowane utwory
- Bynajmniej (sł. Wojciech Młynarski, z repertuaru Wojciecha Młynarskiego)
- Bywają czasem takie dni (sł. Jacek Fedorowicz, z repertuaru Bohdana Łazuki)
- Co z tobą mała (sł. Zbigniew Stawecki, z repertuaru Ireny Santor)
- Po tobie, możesz być tylko ty (sł. Wacław Przybylski, wyk. Krzysztof Cwynar)
- Daj Des (sł. Wojciech Młynarski, z repertuaru Wojciecha Młynarskiego)
- Dlaczego ona, a nie ja (sł. Wojciech Młynarski, z repertuaru Ireny Santor)
- Dziewczyny bądźcie dla nas dobre na wiosnę (sł. Wojciech Młynarski, z repertuaru Wojciecha Młynarskiego)
- Ja z Lublina, ty z Lublina (sł. Józef Prutkowski, wykonanie Bohdan Łazuka i Piotr Szczepanik)
- Jestem tylko babą (sł. Jadwiga Has, z repertuaru Danuty Rinn)
- Jesteśmy na wczasach (sł. Wojciech Młynarski, z repertuaru Wojciecha Młynarskiego; piosenka śpiewana także do melodii utworu Te quiero dijiste z musicalu Ślicznotki w kąpieli)
- Katarynka (sł. Andrzej Bianusz, z repertuaru Ludwika Sempolińskiego)
- Modlitwa mojej matki przed zmrokiem (sł. Czesław Miłosz, z repertuaru Sławy Przybylskiej)
- Nie umiałem tak ładnie (sł. Wojciech Młynarski, z repertuaru Wojciecha Młynarskiego)
- Och, Ty w życiu (sł. Wojciech Młynarski, z repertuaru Wojciecha Młynarskiego)
- Piosenka moja (sł. Maria Konopnicka, z repertuaru Anny German)
- Pół ciebie pół mnie (sł. Jacek Korczakowski, z repertuaru Danuty Stankiewicz)
- Prowizorycznie (sł. Wojciech Młynarski, z repertuaru Danuty Rinn, circa 1974)
- Przedostatni walc (sł. Wojciech Młynarski, z repertuaru Wojciecha Młynarskiego)
- Sposób na bezsenność (sł. Wojciech Młynarski, z repertuaru Wojciecha Młynarskiego)
- Sposób na kobiety (z repertuaru Jacka Fedorowicza, jego słowa)
- Sposób na panów (sł. Wojciech Młynarski, z repertuaru Danuty Rinn)
- Tupot białych mew (sł. Wojciech Młynarski, z repertuaru Wojciecha Młynarskiego; piosenka śpiewana także do melodii amerykańskiej piosenki Strangers in the Night)
- W razie czego przypomnijcie sobie Zdzisia (sł. Wojciech Młynarski, z repertuaru Wojciecha Młynarskiego)
- Widziałam ja orła (sł. Zbigniew Stawecki, z repertuaru Teresy Haremzy)
- Zabawa na budach (sł. Zdzisław Gozdawa i Wacław Stępień, z repertuaru Jaremy Stępowskiego)
- Żorżyk (sł. Wojciech Młynarski, z repertuaru Wojciecha Młynarskiego)
- Życzenia dla pań (sł. Jacek Fedorowicz, z repertuaru Bohdana Łazuki)